# Isto É Bom
Isto É Bom é uma canção escrita por Xisto Bahia e lançada pelo cantor Baiano em 1902, pela Casa Edison utilizando o selo Zonophone. Esta canção é considerada marco inicial das gravações fonográficas no Brasil pela maioria dos pesquisadores da história da música popular brasileira.